# Shinodazuma
Shinodazuma (jap. 信太妻 Lisica z Shinody) – japońska sztuka nieznanego autora, napisana w XVIII wieku (1774). Przedstawia historię rozstania ojca (Yasuna Abe) i syna (Seimei Abe) z lisicą Kuzunoha, ich żoną i matką. Seimei Abe dzięki podarunkom otrzymanym od matki, zapewniającym mu ponadludzką mądrość oraz rozumienie mowy zwierząt, zostanie w przyszłości mistrzem (onmyō-ji) kosmologii ezoterycznej (onmyō-dō lub in'yō-dō), opartej na dwoistości sił kosmosu i pięciu elementach: ogniu, wodzie, powietrzu, drewnie i ziemi.